# Rinorea hymenosepala
Rinorea hymenosepala és una espècie de planta amb flor que pertany a la família de les violàcies. És una planta endèmica de Colòmbia. Aquesta espècie està en estreta relació amb la més estesa R. ulmifolia. La seva àrea de distribució són en dues ubicacions: una als boscos del nord de la vall del Riu Magdalena i l'altra a prop de Sierra Nevada de Santa Marta.